# Torvosaurus
 Torvosaurus  ist eine Gattung von theropoden Dinosauriern aus dem späten Jura von Nordamerika und Europa. Der Name Torvosaurus bedeutet „wilde Echse“ und leitet sich vom lateinischen Wort torvus („wild“) und Altgriechisch σαῦρος/sauros („Echse“) ab.
Fossile Überreste von Torvosaurus wurden in Nordamerika (spätes Kimmeridgium) und Portugal (frühes Tithonium) gefunden. Torvosaurus erreichte eine Länge von 9 bis 11 Metern und ein geschätztes Gewicht von 2 Tonnen, was ihn nach Allosaurus, Epanterias (vermutlich identisch mit Allosaurus) und Saurophaganax zum größten bekannten Fleischfresser seiner Zeit macht.
1972 fanden James A. Jensen und Kenneth Stadtman in den Felsen des Dry-Mesa-Dinosaur-Quarry, eines Teils der Morrison-Formation im US-Bundesstaat Colorado, erste Fossilien von Torvosaurus. Die Gattung und die Typusart Torvosaurus tanneri wurden 1979 von Peter Galton und Jensen erstmals wissenschaftlich beschrieben. Die Typusart wurde später von Brooks Britt weiter untersucht, ein Exemplar aus Portugal wurde von O. Mateus und M. T. Antunes beschrieben. 2014 identifizierten Hendrickx und Mateus die Überreste eines zunächst für ein Torvosaurus tanneri gehaltenes Exemplar aus Portugal als eine neue Art names Torvosaurus gurneyi.

## Fossilbericht
Der Holotyp besteht aus Oberarmknochen (Humerus) und Unterarmknochen (Speiche und Elle). Zusätzliches Material liegt in Form einiger Schädelknochen, Teilen der Wirbelsäule sowie Becken- und Handknochen vor.

## Systematik
Torvosaurus ist verwandt mit dem älteren Megalosaurus, erscheint aber fortschrittlicher. Die Klassifikation ist noch unsicher, jedoch wird die Familie der Megalosauridae gemeinhin als ein basaler Zweig der Tetanurae angesehen, der weniger abgeleitet ist als die Carnosaurier oder die Coelurosaurier und wahrscheinlich verwandt war mit den Spinosauriern. 

## Größe

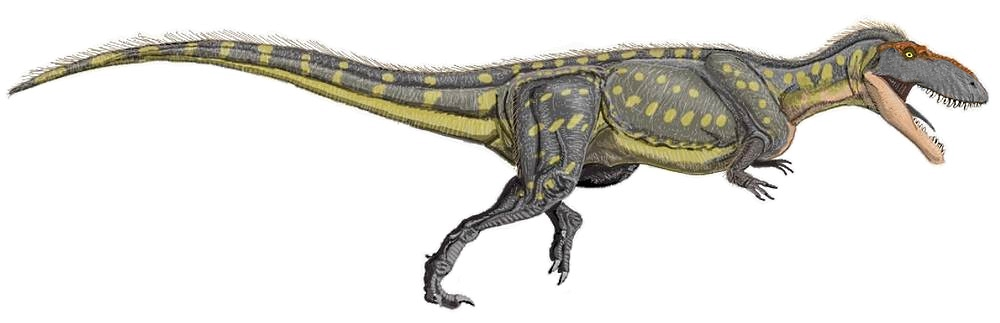
Lebendrekonstruktion von Torvosaurus tanneri

Die genaue Größe von Torvosaurus ist nicht bekannt, da nur unvollständige Fossilfunde vorliegen. Es handelte sich jedoch um einen größeren Theropoden. Man nimmt an, dass das nordamerikanische Material von Torvosaurus zu einem etwa 9 Meter langen und 1,95 Tonnen schweren Exemplar gehörte.

Größenvergleich von Torvosaurus und Mensch

Die Funde aus Portugal weisen auf ein noch größeres Exemplar hin. 2006 wurde ein fast kompletter Oberkiefer entdeckt, der Torvosaurus gurneyi zugeordnet wurde. Die Maße des Unterkiefers von 61,2 Zentimetern lassen auf eine Schädellänge von 115 Zentimetern für das portugiesische Exemplar schließen. Die Länge des Tieres wird auf 10 m geschätzt.
Teile eines Oberschenkelknochens wurden vorläufig einem weiteren Exemplar zugeordnet, das geschätzte 11 Meter lang war und knapp zwei Tonnen wog.

## Nachweise
1. ↑  Gregory S. Paul: The Princeton Field Guide To Dinosaurs. Princeton University Press, Princeton NJ 2010, ISBN 978-0-691-13720-9, S. 86–87, Online.
2. 1 2  Christophe Hendrickx, Octávio Mateus: Torvosaurus gurneyi n. sp., the Largest Terrestrial Predator from Europe, and a Proposed Terminology of the Maxilla Anatomy in Nonavian Theropods. In: PLoS ONE. Bd. 9, Nr. 3, 2014, e88905, doi:10.1371/journal.pone.0088905.
3. ↑  Gregory S. Paul: Predatory Dinosaurs of the World. A complete and illustrated Guide. Simon and Schuster, New York NY u. a. 1988, ISBN 0-671-61946-2, S. 282.
4. ↑  Mateus Octavio, Walen Aart, Antunes Miguel Telles: The large theropod fauna of the Lourinha  Formation (Portugal) and its similarity to that of the Morrison Formation,  with a description of a new species of Allosaurus. In: New Mexico Museum of Natural History and Science. Bulletin. 36, 2006, ISSN 1524-4156, S. 123–129, online (PDF; 488,20 KB) (Memento vom 20. April 2012 im Internet Archive).